# كريستيان سوليمينو
كريستيان سوليمينو (بالإنجليزية: Cristian Solimeno)‏ (و. 1975  م) هو كاتب سيناريو، وممثل مسرحي، وممثل أفلام، ومخرج أفلام، وممثل تلفزي بريطاني، ولد في باريس.

## وصلات خارجية
- كريستيان سوليمينو على موقع IMDb (الإنجليزية)
- كريستيان سوليمينو على موقع ألو سيني (الفرنسية)
- كريستيان سوليمينو على موقع أول موفي (الإنجليزية)
- كريستيان سوليمينو على موقع قاعدة بيانات الفيلم (الإنجليزية)
- كريستيان سوليمينو على موقع كينوبويسك (الروسية)